# Fußball-Südostasienmeisterschaft 2024
Die 15. Fußball-Südostasienmeisterschaft (offiziell 2024 ASEAN Championship, aus Sponsorengründen auch 2024 ASEAN Mitsubishi Electric Cup genannt) fand vom 8. Dezember 2024 bis zum 5. Januar 2025 erneut ohne festen Gastgeber statt. Das Turnier wurde wie zwei Jahre zuvor komplett mit Heim- und Auswärtsspielen ausgetragen.
Elf Mannschaften aus dem südostasiatischen Raum spielten um den Titel des Südostasienmeisters, den Vietnam gewann. Mit Australien nahm ein Mitglied der ASEAN Football Federation (AFF), wie schon seit dem Beitritt 2013 üblich, nicht teil. Titelverteidiger war die Mannschaft aus Thailand.

## Spielorte
Für das ohne Gastgeberland stattfindende Turnier waren für die Gruppenphase zehn Spielorte mit ebensovielen Stadien vorgesehen. Mit Ausnahme Indonesiens, Myanmars und Vietnams spielten die restlichen Mannschaften ihre Heimspiele in ihrer jeweiligen Hauptstadt. Da Osttimor aber über kein von der AFF zugelassenes Stadion verfügte, musste es seine Heimspiele im neutralen Hàng Đẫy Stadium in der vietnamesischen Hauptstadt Hanoi austragen. Das Halbfinal-Hinspiel von Singapur musste wegen einer Veranstaltung im National Stadium im Jalan Besar Stadium ausgetragen werden.
Sechs der elf Stadien verfügten über eine Kapazität zwischen 20.000 und 32.000 und drei weitere zwischen 50.000 und 55.000 Zuschauern. Das größte Stadion war das Bukit Jalil National Stadium in Malaysia mit einer Kapazität von fast 87.500 Zuschauern sein, das kleinste Stadion hingegen, das Jalan Besar Stadium in Singapur bot Platz für 6.000 Zuschauer.
| Bangkok                                     | Hanoi                              | Kuala Lumpur                                   | Manila                                   |
| ------------------------------------------- | ---------------------------------- | ---------------------------------------------- | ---------------------------------------- |
| Rajamangala Stadium Kapazität: 51.560       | Hàng Đẫy Stadium Kapazität: 22.500 | Bukit Jalil National Stadium Kapazität: 87.411 | Rizal Memorial Stadium Kapazität: 12.873 |
| Rajamangala Stadium                         | Hàng Đẫy Stadium                   | Bukit Jalil National Stadium                   | Rizal Memorial Stadium                   |
| Phnom Penh                                  | Rangun                             | Singapur                                       | Singapur                                 |
| Olympic Stadium Kapazität: 50.000           | Thuwunna Stadium Kapazität: 32.000 | National Stadium Kapazität: 55.000             | Jalan Besar Stadium Kapazität: 6.000     |
| Olympic Stadium                             | Thuwunna Stadium                   | National Stadium                               | Jalan Besar Stadium                      |
| Vientiane                                   | Việt Trì                           | Surakarta                                      |                                          |
| New Laos National Stadium Kapazität: 25.000 | Việt Trì Stadium Kapazität: 20.000 | Manahan Stadium Kapazität: 20.000              |                                          |
| New Laos National Stadium                   | Việt Trì Stadium                   | Manahan Stadium                                |                                          |

## Modus
Wie schon das vorherige Turnier wurde der Wettbewerb 2024 erneut komplett mit Heim- und Auswärtsspielen ausgetragen. Zunächst wurde zwischen den beiden schwächsten Mannschaften der letzten Südostasienmeisterschaft in einer Qualifikationsrunde mit Hin- und Rückspiel der letzte Gruppenteilnehmer ausgespielt. Die anderen neun Mannschaften waren für diese bereits gesetzt.
Für die Gruppenphase wurden zwei Gruppen mit jeweils fünf Mannschaften gebildet. Innerhalb der Gruppen hatte jeder Teilnehmer zwei Heim- und zwei Auswärtsspiele gegen die anderen vier Mannschaften ihrer Gruppe austragen. Die beiden besten Teams jeder Gruppe erreichten die Finalrunde. Sowohl das Halbfinale als auch das Finale wurden, wie seit dem Turnier 2004 üblich, ebenfalls in Hin- und Rückspiel ausgetragen. Ein Spiel um den dritten Platz wurde seit 2007 nicht mehr ausgespielt.

## Teilnehmer

### Qualifikation
Das Hinspiel fand am 8. Oktober und das Rückspiel am 15. Oktober 2024 statt.
|        | Gesamt |          | Hinspiel | Rückspiel |
| ------ | ------ | -------- | -------- | --------- |
| Brunei | 0:1    | Osttimor | 0:1      | 0:0       |

### Auslosung
Die Gruppenauslosung fand am 21. Mai 2024 in der thailändischen Hauptstadt Bangkok statt. Die Mannschaften wurde dabei nach ihren Ergebnissen der letzten Turniere auf fünf Lostöpfe verteilt und in zwei Gruppen mit je fünf Mannschaften gelost. Der zum Zeitpunkt der Auslosung noch unbekannte Sieger der Qualifikation wurde dem letzten Topf zugeordnet.
| Gruppe A           | Gruppe B            |
| ------------------ | ------------------- |
| Thailand (Kader)   | Vietnam (Kader)     |
| Malaysia (Kader)   | Indonesien (Kader)  |
| Singapur (Kader)   | Philippinen (Kader) |
| Kambodscha (Kader) | Myanmar (Kader)     |
| Osttimor (Kader)   | Laos (Kader)        |

## Gruppenphase

### Gruppe A
| Pl. | Land       | Sp. | S | U | N | Tore    | Diff. | Punkte |
| --- | ---------- | --- | - | - | - | ------- | ----- | ------ |
| 1.  | Thailand   | 4   | 4 | 0 | 0 | 018:400 | +14   | 12     |
| 2.  | Singapur   | 4   | 2 | 1 | 1 | 007:500 | +2    | 07     |
| 3.  | Malaysia   | 4   | 1 | 2 | 1 | 005:500 | ±0    | 05     |
| 4.  | Kambodscha | 4   | 1 | 1 | 2 | 007:800 | −1    | 04     |
| 5.  | Osttimor   | 4   | 0 | 0 | 4 | 003:180 | −15   | 0      |

| 8. Dezember 2024, 17:45 Uhr (11:45 Uhr MEZ) in Phnom Penh    |   |            |            |
| Kambodscha                                                   | – | Malaysia   | 2:2 (0:1)  |
| 8. Dezember 2024, 20:00 Uhr (14:00 Uhr MEZ) in Hanoi         |   |            |            |
| Osttimor                                                     | – | Thailand   | 0:10 (0:4) |
| 11. Dezember 2024, 19:00 Uhr (12:00 Uhr MEZ) in Singapur     |   |            |            |
| Singapur                                                     | – | Kambodscha | 2:1 (2:0)  |
| 11. Dezember 2024, 21:00 Uhr (14:00 Uhr MEZ) in Kuala Lumpur |   |            |            |
| Malaysia                                                     | – | Osttimor   | 3:2 (1:2)  |
| 14. Dezember 2024, 17:30 Uhr (11:30 Uhr MEZ) in Hanoi        |   |            |            |
| Osttimor                                                     | – | Singapur   | 0:3 (0:0)  |
| 14. Dezember 2024, 20:00 Uhr (14:00 Uhr MEZ) in Bangkok      |   |            |            |
| Thailand                                                     | – | Malaysia   | 1:0 (0:0)  |
| 17. Dezember 2024, 17:45 Uhr (11:45 Uhr MEZ) in Phnom Penh   |   |            |            |
| Kambodscha                                                   | – | Osttimor   | 2:1 (1:1)  |
| 17. Dezember 2024, 20:30 Uhr (13:30 Uhr MEZ) in Singapur     |   |            |            |
| Singapur                                                     | – | Thailand   | 2:4 (2:1)  |
| 20. Dezember 2024, 20:00 Uhr (14:00 Uhr MEZ) in Bangkok      |   |            |            |
| Thailand                                                     | – | Kambodscha | 3:2 (1:1)  |
| 20. Dezember 2024, 21:00 Uhr (14:00 Uhr MEZ) in Kuala Lumpur |   |            |            |
| Malaysia                                                     | – | Singapur   | 0:0        |

### Gruppe B
| Pl. | Land        | Sp. | S | U | N | Tore    | Diff. | Punkte |
| --- | ----------- | --- | - | - | - | ------- | ----- | ------ |
| 1.  | Vietnam     | 4   | 3 | 1 | 0 | 011:200 | +9    | 10     |
| 2.  | Philippinen | 4   | 1 | 3 | 0 | 004:300 | +1    | 06     |
| 3.  | Indonesien  | 4   | 1 | 1 | 2 | 004:500 | −1    | 04     |
| 4.  | Myanmar     | 4   | 1 | 1 | 2 | 004:900 | −5    | 04     |
| 5.  | Laos        | 4   | 0 | 2 | 2 | 007:110 | −4    | 02     |

| 9. Dezember 2024, 17:00 Uhr (11:30 Uhr MEZ) in Rangun     |   |             |           |
| Myanmar                                                   | – | Indonesien  | 0:1 (0:0) |
| 9. Dezember 2024, 20:00 Uhr (14:00 Uhr MEZ) in Vientiane  |   |             |           |
| Laos                                                      | – | Vietnam     | 1:4 (0:0) |
| 12. Dezember 2024, 18:30 Uhr (11:30 Uhr MEZ) in Manila    |   |             |           |
| Philippinen                                               | – | Myanmar     | 1:1 (0:1) |
| 12. Dezember 2024, 20:00 Uhr (14:00 Uhr MEZ) in Surakarta |   |             |           |
| Indonesien                                                | – | Laos        | 3:3 (2:2) |
| 15. Dezember 2024, 17:30 Uhr (11:30 Uhr MEZ) in Vientiane |   |             |           |
| Laos                                                      | – | Philippinen | 1:1 (1:0) |
| 15. Dezember 2024, 20:00 Uhr (14:00 Uhr MEZ) in Việt Trì  |   |             |           |
| Vietnam                                                   | – | Indonesien  | 1:0 (0:0) |
| 18. Dezember 2024, 17:00 Uhr (11:30 Uhr MEZ) in Rangun    |   |             |           |
| Myanmar                                                   | – | Laos        | 3:2 (1:0) |
| 18. Dezember 2024, 21:00 Uhr (14:00 Uhr MEZ) in Manila    |   |             |           |
| Philippinen                                               | – | Vietnam     | 1:1 (0:0) |
| 21. Dezember 2024, 20:00 Uhr (14:00 Uhr MEZ) in Việt Trì  |   |             |           |
| Vietnam                                                   | – | Myanmar     | 5:0 (0:0) |
| 21. Dezember 2024, 20:00 Uhr (14:00 Uhr MEZ) in Surakarta |   |             |           |
| Indonesien                                                | – | Philippinen | 0:1 (0:0) |

## Finalrunde

### Halbfinale

#### Hinspiele
| Singapur                                                                         | Singapur | Vietnam | Vietnam |
| -------------------------------------------------------------------------------- | --- | --- | ------- |
| Singapur                                                                         | \| 26. Dezember 2024 um 20:00 Uhr (14:00 Uhr MEZ) in Singapur (Jalan Besar Stadium) \| \| Ergebnis: 0:2 (0:0) \| \| Zuschauer: 5.233 \| \| Schiedsrichter: Tsutomu Ogura ( Japan) \| \| Spielbericht \|                                                                             | \| 26. Dezember 2024 um 20:00 Uhr (14:00 Uhr MEZ) in Singapur (Jalan Besar Stadium) \| \| Ergebnis: 0:2 (0:0) \| \| Zuschauer: 5.233 \| \| Schiedsrichter: Tsutomu Ogura ( Japan) \| \| Spielbericht \| | Vietnam |
| Singapur                                                                         | Izwan Mahbud – Amirul Adli, Safuwan Baharudin , Lionel Tan, Irfan Najeeb – Shah Shahiran, Shahdan Sulaiman (65. Taufik Suparno), Ryhan Stewart (59. Faris Ramli), Hami Syahin (83. Shakir Hamzah), Glenn Kweh (65. Hariss Harun) – Shawal Anuar Cheftrainer: Tsutomu Ogura ( Japan) | Nguyễn Đình Triệu – Phạm Xuân Mạnh, Nguyễn Thành Chung, Bùi Tiến Dũng (46. Đỗ Duy Mạnh) – Nguyễn Quang Hải (60. Doãn Ngọc Tân), Nguyễn Hoàng Đức, Trương Tiến Anh (46. Hồ Tấn Tài), Khuất Văn Khang (73. Nguyễn Văn Vĩ) – Đinh Thanh Bình (60. Nguyễn Tiến Linh), Rafaelson, Bùi Vĩ Hào Cheftrainer: Kim Sang-shik ( Südkorea) | Vietnam |
| Singapur                                                                         | 0:1 Nguyễn Ti. (90.+11', Handelfmeter) 0:2 Rafaelson (90.+14') | | Vietnam |
| Singapur                                                                         | Anuar (56.), Shairan (61.) | Nguyễn Th. (61.) | Vietnam |
| 26. Dezember 2024 um 20:00 Uhr (14:00 Uhr MEZ) in Singapur (Jalan Besar Stadium) | | |         |
| Ergebnis: 0:2 (0:0)                                                              | | |         |
| Zuschauer: 5.233                                                                 | | |         |
| Schiedsrichter: Tsutomu Ogura ( Japan)                                           | | |         |
| Spielbericht                                                                     | | |         |

| Philippinen                                                                       | Philippinen | Thailand | Thailand |
| --------------------------------------------------------------------------------- | --- | --- | -------- |
| Philippinen                                                                       | \| 27. Dezember 2024 um 20:00 Uhr (14:00 Uhr MEZ) in Manila (Rizal Memorial Stadium) \| \| Ergebnis: 2:1 (1:1) \| \| Zuschauer: 7.115 \| \| Schiedsrichter: Kim Dae-yong ( Südkorea) \| \| Spielbericht \| | \| 27. Dezember 2024 um 20:00 Uhr (14:00 Uhr MEZ) in Manila (Rizal Memorial Stadium) \| \| Ergebnis: 2:1 (1:1) \| \| Zuschauer: 7.115 \| \| Schiedsrichter: Kim Dae-yong ( Südkorea) \| \| Spielbericht \| | Thailand |
| Philippinen                                                                       | Quincy Kammeraad – Michael Kempter (61. Scott Woods), Adrian Ugelvik, Kike Linares, Paul Tabinas – Zico Bailey, Oskari Kekkonen (71. Christian Rontini), Sandro Reyes (90.+4' Javier Mariona) – Santiago Rublico, Bjørn Martin Kristensen (70. Javier Gayoso), Alex Monis (90.+3' Uriel Dalapo) Cheftrainer: Albert Capellas ( Spanien) | Patiwat Khammai – Suphanan Bureerat, Jonathan Khemdee, Saringkan Promsupa, Thitathorn Aksornsri (45. Nicholas Mickelson) – Suphanat Mueanta (64. Teerasak Poeiphimai), Peeradon Chamratsamee , Akarapong Pumwisat (90. William Weidersjö), Supachok Sarachat (79. Worachit Kanitsribumphen) – Patrik Gustavsson (64. Seksan Ratree) Cheftrainerin: Masatada Ishii ( Japan) | Thailand |
| Philippinen                                                                       | 1:0 Reyes (21.) 1:0 Linares (90.+5') | 1:1 Bureerat (45.) | Thailand |
| Philippinen                                                                       | Kristensen (25.) | | Thailand |
| 27. Dezember 2024 um 20:00 Uhr (14:00 Uhr MEZ) in Manila (Rizal Memorial Stadium) | | |          |
| Ergebnis: 2:1 (1:1)                                                               | | |          |
| Zuschauer: 7.115                                                                  | | |          |
| Schiedsrichter: Kim Dae-yong ( Südkorea)                                          | | |          |
| Spielbericht                                                                      | | |          |

#### Rückspiele
| Vietnam                                                                       | Vietnam | Singapur | Singapur |
| ----------------------------------------------------------------------------- | --- | --- | -------- |
| Vietnam                                                                       | \| 29. Dezember 2024 um 20:00 Uhr (14:00 Uhr MEZ) in Việt Trì (Việt-Trì-Stadion) \| \| Ergebnis: 3:1 (1:0) \| \| Zuschauer: 15.583 \| \| Schiedsrichter: Rustam Lutfullin ( Usbekistan) \| \| Spielbericht \|                                                                       | \| 29. Dezember 2024 um 20:00 Uhr (14:00 Uhr MEZ) in Việt Trì (Việt-Trì-Stadion) \| \| Ergebnis: 3:1 (1:0) \| \| Zuschauer: 15.583 \| \| Schiedsrichter: Rustam Lutfullin ( Usbekistan) \| \| Spielbericht \| | Singapur |
| Vietnam                                                                       | Nguyễn Đình Triệu – Bùi Tiến Dũng, Nguyễn Thành Chung, Đỗ Duy Mạnh – Phạm Xuân Mạnh (81. Nguyễn Văn Vĩ), Nguyễn Hoàng Đức, Doãn Ngọc Tân, Nguyễn Hai Long (60. Nguyễn Tiến Linh), Vũ Văn Thanh (70. Hồ Tấn Tài) – Châu Ngọc Quang, Rafaelson Cheftrainer: Kim Sang-shik ( Südkorea) | Izwan Mahbud – Nazrul Nazari (60. Christopher van Huizen), Lionel Tan (74. Abdul Rasaq), Safuwan Baharudin, Amirul Adli – Hariss Harun (87. Shahdan Sulaiman), Shah Shahiran, Glenn Kweh (60. Hami Syahin), Kyōga Nakamura, Faris Ramli (46. Ryhan Stewart) – Shawal Anuar Cheftrainerin: Tsutomu Ogura ( Japan) | Singapur |
| Vietnam                                                                       | 1:0 Rafaelson (45.+1', Foulelfmeter) 2:0 Rafaelson (63.) 3:1 Nguyễn Ti. (90+3', Foulelfmeter) | 2:1 Nakamura (74.) | Singapur |
| Vietnam                                                                       | Rafaelson (83.), Hồ (86.), Bùi T. (90.+6'), Nguyễn Đ. (90.+7') | Anuar (10.), Tan (43.), Shahiran (53.), Adli (90.+1'), Syahin (90.+1') | Singapur |
| 29. Dezember 2024 um 20:00 Uhr (14:00 Uhr MEZ) in Việt Trì (Việt-Trì-Stadion) | | |          |
| Ergebnis: 3:1 (1:0)                                                           | | |          |
| Zuschauer: 15.583                                                             | | |          |
| Schiedsrichter: Rustam Lutfullin ( Usbekistan)                                | | |          |
| Spielbericht                                                                  | | |          |

| Thailand                                                                        | Thailand | Philippinen | Philippinen |
| ------------------------------------------------------------------------------- | --- | --- | ----------- |
| Thailand                                                                        | \| 30. Dezember 2024 um 20:00 Uhr (14:00 Uhr MEZ) in Bangkok (Rajamangala Stadium) \| \| Ergebnis: 3:1 n. V. (2:1, 1:0) \| \| Zuschauer: 31.876 \| \| Schiedsrichter: Hiroyuki Kimura ( Japan) \| \| Spielbericht \| | \| 30. Dezember 2024 um 20:00 Uhr (14:00 Uhr MEZ) in Bangkok (Rajamangala Stadium) \| \| Ergebnis: 3:1 n. V. (2:1, 1:0) \| \| Zuschauer: 31.876 \| \| Schiedsrichter: Hiroyuki Kimura ( Japan) \| \| Spielbericht \| | Philippinen |
| Thailand                                                                        | Patiwat Khammai – Nicholas Mickelson, Pansa Hemviboon, Chalermsak Aukkee (78. Jonathan Khemdee), Suphanan Bureerat – Weerathep Pomphan (98. Suphanat Mueanta), Supachok Sarachat, Ben Davis, Peeradon Chamratsamee (64. Akarapong Pumwisat), Seksan Ratree (90.+4' William Weidersjö) – Patrik Gustavsson (64. Teerasak Poeiphimai / 78. Worachit Kanitsribumphen) Cheftrainer: Masatada Ishii ( Japan) | Quincy Kammeraad – Paul Tabinas, Amani Aguinaldo , Adrian Ugelvik (51. Kike Linares / 87. Scott Woods), Michael Kempter – Sandro Reyes, Michael Baldisimo (51. Christian Rontini), Zico Bailey – Alex Monis, Javier Gayoso (90. Oskari Kekkonen), Javier Mariona (73. Bjørn Martin Kristensen) Cheftrainerin: Albert Capellas ( Spanien) | Philippinen |
| Thailand                                                                        | 1:0 Chamratsamee (37.) 2:0 Gustavsson (54.) 3:1 Mueanta (116.) | 2:1 Kristensen (84.) | Philippinen |
| Thailand                                                                        | Davis (21.), Hemviboon (69.), Ratree (82.), Pomphan (116.), Khammai (120.) | Linares (63.), Monis (90.+1'), Kristensen (120.+1') | Philippinen |
| 30. Dezember 2024 um 20:00 Uhr (14:00 Uhr MEZ) in Bangkok (Rajamangala Stadium) | | |             |
| Ergebnis: 3:1 n. V. (2:1, 1:0)                                                  | | |             |
| Zuschauer: 31.876                                                               | | |             |
| Schiedsrichter: Hiroyuki Kimura ( Japan)                                        | | |             |
| Spielbericht                                                                    | | |             |

### Finale

#### Hinspiel
| Vietnam                                                                    | Vietnam | Thailand | Thailand |
| -------------------------------------------------------------------------- | --- | --- | -------- |
| Vietnam                                                                    | \| 2. Januar 2025 um 20:00 Uhr (14:00 Uhr MEZ) in Việt Trì (Việt-Trì-Stadion) \| \| Ergebnis: 2:1 (0:0) \| \| Zuschauer: 15.604 \| \| Schiedsrichter: Salman Falahi ( Katar) \| \| Spielbericht \| | \| 2. Januar 2025 um 20:00 Uhr (14:00 Uhr MEZ) in Việt Trì (Việt-Trì-Stadion) \| \| Ergebnis: 2:1 (0:0) \| \| Zuschauer: 15.604 \| \| Schiedsrichter: Salman Falahi ( Katar) \| \| Spielbericht \| | Thailand |
| Vietnam                                                                    | Nguyễn Đình Triệu – Bùi Tiến Dũng, Nguyễn Thành Chung, Phạm Xuân Mạnh – Nguyễn Văn Vĩ (72. Trương Tiến Anh), Nguyễn Hoàng Đức , Doãn Ngọc Tân, Bùi Vĩ Hào (46. Nguyễn Quang Hải), Vũ Văn Thanh (87. Đỗ Duy Mạnh) – Châu Ngọc Quang (87. Nguyễn Hai Long), Rafaelson Cheftrainer: Kim Sang-shik ( Südkorea) | Patiwat Khammai – Suphanan Bureerat, Chalermsak Aukkee, Pansa Hemviboon , Nicholas Mickelson (46. Thitathorn Aksornsri) – William Weidersjö (61. Supachok Sarachat), Akarapong Pumwisat (45.+2'. Weerathep Pomphan), Ben Davis – Seksan Ratree (61. Suphanat Mueanta), Patrik Gustavsson, Ekanit Panya (73. Worachit Kanitsribumphen) Cheftrainerin: Masatada Ishii ( Japan) | Thailand |
| Vietnam                                                                    | 1:0 Rafaelson (59.) 2:0 Rafaelson (73.) | 2:1 Aukee (83.) | Thailand |
| Vietnam                                                                    | Bùi T. (64.), Doãn (79.) | Hemviboon (11.), Panya (66.) | Thailand |
| 2. Januar 2025 um 20:00 Uhr (14:00 Uhr MEZ) in Việt Trì (Việt-Trì-Stadion) | | |          |
| Ergebnis: 2:1 (0:0)                                                        | | |          |
| Zuschauer: 15.604                                                          | | |          |
| Schiedsrichter: Salman Falahi ( Katar)                                     | | |          |
| Spielbericht                                                               | | |          |

#### Rückspiel
| Thailand                                                                     | Thailand | Vietnam | Vietnam |
| ---------------------------------------------------------------------------- | --- | --- | ------- |
| Thailand                                                                     | \| 5. Januar 2025 um 20:00 Uhr (14:00 Uhr MEZ) in Bangkok (Rajamangala Stadium) \| \| Ergebnis: 2:3 (1:1) \| \| Zuschauer: 46.982 \| \| Schiedsrichter: Ko Hyung-jin ( Südkorea) \| \| Spielbericht \| | \| 5. Januar 2025 um 20:00 Uhr (14:00 Uhr MEZ) in Bangkok (Rajamangala Stadium) \| \| Ergebnis: 2:3 (1:1) \| \| Zuschauer: 46.982 \| \| Schiedsrichter: Ko Hyung-jin ( Südkorea) \| \| Spielbericht \| | Vietnam |
| Thailand                                                                     | Patiwat Khammai – Thitathorn Aksornsri (80. Nicholas Mickelson), Pansa Hemviboon, Jonathan Khemdee, Suphanan Bureerat – Supachok Sarachat, Ben Davis (90.+3' Ekanit Panya), Weerathep Pomphan, Peeradon Chamratsamee (90.+3' Worachit Kanitsribumphen), Suphanat Mueanta – Patrik Gustavsson (79. Seksan Ratree) Cheftrainer: Masatada Ishii ( Japan) | Nguyễn Đình Triệu – Phạm Xuân Mạnh, Nguyễn Thành Chung, Bùi Tiến Dũng – Vũ Văn Thanh, Doãn Ngọc Tân (60. Nguyễn Quang Hải), Nguyễn Hoàng Đức , Nguyễn Văn Vĩ (60. Đỗ Duy Mạnh) – Châu Ngọc Quang (85. Nguyễn Hai Long), Rafaelson (34. Nguyễn Tiến Linh), Phạm Tuấn Hải (83. Đinh Thanh Bình) Cheftrainer: Kim Sang-shik ( Südkorea) | Vietnam |
| Thailand                                                                     | 1:1 Davis (28.) 2:1 Sarachat (64.) | 0:1 Phạm T. (8.) 2:2 Hemviboon (82., Eigentor) 2:3 Nguyễn Ha. (90.+20') | Vietnam |
| Thailand                                                                     | Aksornsri (79.) | Phạm Tu. (4.), Doãn (15.), Nguyễn Q. (90.+14'), Nguyễn Ha. (90.+20') | Vietnam |
| Thailand                                                                     | Pomphan (74.) | | Vietnam |
| 5. Januar 2025 um 20:00 Uhr (14:00 Uhr MEZ) in Bangkok (Rajamangala Stadium) | | |         |
| Ergebnis: 2:3 (1:1)                                                          | | |         |
| Zuschauer: 46.982                                                            | | |         |
| Schiedsrichter: Ko Hyung-jin ( Südkorea)                                     | | |         |
| Spielbericht                                                                 | | |         |

## Beste Torschützen
Nachfolgend sind die besten Torschützen des Turnieres aufgeführt. Bei gleicher Anzahl an Toren sind die Spieler zunächst nach der Anzahl der Vorlagen und anschließend nach den Spielminuten sortiert.
| Rang | Spieler                 | Tore | Vorlagen | Spielminuten |
| ---- | ----------------------- | ---- | -------- | ------------ |
| 01   | Rafaelson               | 7    | 2        | 394          |
| 02   | Suphanat Mueanta        | 4    | 5        | 510          |
| 03   | Patrik Gustavsson       | 4    | 2        | 505          |
| 04   | Nguyễn Tiến Linh        | 4    | 1        | 344          |
| 05   | Shawal Anuar            | 4    | 0        | 388          |
| 06   | Ben Davis               | 3    | 1        | 342          |
| 07   | Teerasak Poeiphimai     | 3    | 0        | 192          |
| 08   | Bjørn Martin Kristensen | 3    | 0        | 433          |

Zu diesen besten Torschützen kommen 15 Spieler mit zwei Toren, 35 weitere mit jeweils einem Tor sowie drei Eigentore.

## Schiedsrichter
Hauptschiedsrichter:
- Ismaeel Habib Ali Ismaeel
- Tam Ping Wun
- Wong Wai Lun
- Hiroki Kasahara
- Hiroyuki Kimura
- Kōki Nagamine
- Koji Takasaki
- Ryo Tanimoto
- Ahmed al-Ali
- Salman Falahi
- Omar al-Yaqoubi
- Abdullah al-Shehri
- Kim Dae-yong
- Kim Woo-sung
- Ko Hyung-jin
- Rustam Lutfullin
- Firdavs Norsafarov
- Akobir Shukurullaev

Schiedsrichterassistenten:
- Salah Abdulaziz Janahi
- Faisal Alawi Sayed
- Lam Nai Kei Sam
- So Kai Man
- Wong Ping Chung
- Yudi Nurcahya
- Bambang Syamsudar
- Takeshi Asada
- Jun Mihara
- Isao Nishihashi
- Takumi Takagi
- Yosuke Takebe
- Tomoyuki Umeda
- Kota Watanabe
- Hamamoto Yusuke
- Ayman Faisal Hamzeh Obeidat
- Ahmad Mansour Samara Muhsen
- Mohd Yusri Muhammad
- Abu Bakar
- Khalid Ayed
- Zahy al-Shmari
- Cheon Jin-Hee
- Jeon Jin-hee
- Kang Dong-ho
- Kwak Seung-soon
- Park Sang-jun
- Yoon Jae-yeol
- Ibrahim al-Dakhil
- Saad al-Subaie
- Khalaf al-Shammari
- Saad Saud
- Abdul Hannan Abdul Hasim
- Supawan Hinthong
- Warintorn Sassadee
- Bakhtiyorkhuja Shavkatov
- Sanjar Shayusupov
- Timur Gaynulin
- Andrey Sapenko
- Alisher Usmonov
- Nguyễn Trung Hậu
- Nguyễn Trung Việt

Vierte Offizielle:
- Thoriq Alkatiri
- Yudi Nurcahya
- Ryan Saputra
- Mohd Kamil Zakaria Ismail
- Nazmi Nasaruddin
- Muhammad Usaid Jamal
- Razlan Joffri Ali
- Yaasin Hanafiah
- Ahmad A'Qashah
- Foo Chuan Hui
- Apichit Nophuan
- Mongkolchai Pechsri
- Pansa Chaisanit
- Songkran Bunmeekiart
- Wiwat Jumpa-on
- Firdaus Norsafarov
- Hoàng Ngọc Hà
- Lê Vũ Linh
- Ngô Duy Lân
- Nguyễn Mạnh Hải

Videoschiedsrichter:
- Du Jianxin
- Choi Hyun-jai
- Mohammed al-Hoish
- Mamdouh Mufareh al-Shahdan
- Muhammad Taqi
- Sivakorn Pu-udom

## Auszeichnungen
- Most Valuable Player:
  -  Rafaelson
- Top Scorer Award:
  -  Rafaelson
- Best Goalkeeper:
  -  Nguyễn Đình Triệu
- Rising Star:
  -  Suphanat Mueanta